# 汉娜·阿伦特
漢娜·阿倫特（1906年10月14日—1975年12月4日），是政治哲學家、作家和納粹大屠殺倖存者。她的貢獻影響了20世紀和21世紀的政治理論研究者。
她的作品涵蓋了廣泛的主題，但最出名的是那些處理權力和邪惡的本質，以及政治、直接民主、權威和極權主義的作品。 在大眾心目中，她因圍繞阿道夫·艾希曼審判的爭議，還有她試圖解釋普通人如何成為極權主義體系中的演員，而被某些人認為是一種道歉，以及“平庸之恶”（英語：Banality of evil）等，而最為人銘記。她被致力於研究其思想的機構和期刊、漢娜·阿倫特政治思想獎（英語：Hannah Arendt Award），以及郵票、街道名稱和學校等所紀念。
她提倡政治空間中的“多元性”概念。因此，人與人之間在政治上存在著潛在的自由和平等。重要的是要站在對方的角度。願意和合適的人應該盡可能在最具體的層面上參與政治協議、政治合同和憲法。由於這種觀點，她批評純粹的代議制民主。
除了哲學、政治和歷史文獻，她還使用傳記和文學作品作為她考慮的參考來源；她逐字逐句地評析這些文本，並用她自己的方法來面對它們。

## 生平

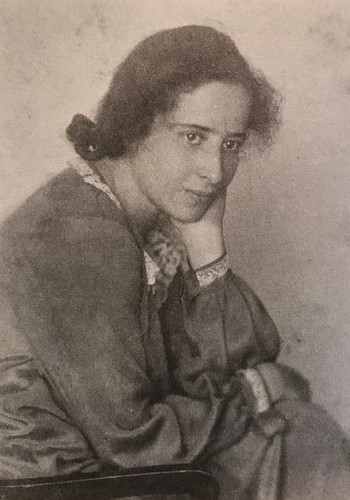
1924年鄂蘭

阿伦特在1906年出生於下萨克森州林登市（今汉诺威）的犹太人家庭，三歲時，她的家人搬到東普魯士的首府柯尼斯堡（现俄罗斯加里宁格勒），以便治療她父親保羅·阿倫特（Paul Arendt）的梅毒；保羅·阿倫特在他年輕時就染上這種疾病。七歲時，她父親過世。她在一個政治進步的世俗家庭中長大。她的母親是社會民主黨的熱心支持者。1914年，因戰爭爆發阿伦特一家逃往柏林。在柏林完成中學教育。
1924年進入马尔堡大学就讀，並师从海德格尔與雅斯培，並與海德格爾有過四年的戀情。1929 年，在存在主義哲學家雅斯培的指導下，她在海德堡大學獲得了哲學寫作博士學位。后来阿伦特迁移到海德堡，并在那里接受存在主义哲学家雅斯培的指导写作博士论文，主题是中世纪天主教经院哲学家圣奥古斯丁思想中的爱的概念。 
1929年阿伦特完成了她的博士论文，但由于她是犹太人，无法获取教授学术资格认定，她也就不能在任何德国大学授课。同年，她與岡瑟·斯特恩結婚，但很快就開始在1930年代的納粹德國遭遇越來越多的反猶太歧視。1933年，也就是阿道夫·希特勒成為德國最高領導人的那一年，她因對納粹德國的反猶太主義進行非法研究，而被有關當局逮捕，並被蓋世太保短暫監禁。獲釋後，她逃離德國，住在捷克斯洛伐克和瑞士，然後定居巴黎。在巴黎，她与马克思主义者瓦尔特·本雅明结识并成为好友。同时，她為猶太組織青年阿利亚工作，幫助年輕的猶太人移民到英國的巴勒斯坦託管地。1936年，阿伦特遇到德國詩人、哲學家海因里希·布呂赫。1937年，她與斯特恩離婚。同年，阿伦特因为有犹太血统而被剥夺德国国籍。1940年，她與布呂赫結婚。
随着二战爆发，法国部分领土被纳粹德国占领，德国占领当局逮捕犹太人并将其送往集中营，阿伦特不得不再次流亡，离开法国。但當德國於1940年入侵並佔領法國時，儘管她在1937年被剝奪了德國公民身份，但她仍被法國人當作外國人加以拘留。鄂蘭在知名猶太思想家阿爾伯特·赫希曼協助下，得以從法國經西班牙逃亡至美國。
1941年，在美国外交官海拉姆·賓漢姆（Hiram Bingham IV）的帮助下，阿伦特与丈夫和母亲前往美国；这位美国外交官向 2500 名犹太难民发放了非法签证。阿伦特抵达纽约后成为当地德国犹太侨民中的活跃分子，并为Aufbau周刊撰稿。她在紐約成為一名作家和編輯，並為猶太文化重建工作。1950年，她成為美國公民。
二战结束后，阿伦特与海德格尔恢复了联系，他们的“准浪漫”关系持续了两年；阿伦特曾在德国的一次去纳粹化听证会上为海德格尔作证 。 1950年，阿伦特归化为美国公民。在紐約時期是她著作出版的高峰期，1951年，她出版《極權主義的起源》，奠定她作為思想家和作家的聲譽，隨後又發表一系列作品。其中包括1958年《人類狀況》、《艾希曼在耶路撒冷》和1963年《論革命》。她在美國許多大學任教，同時拒絕了終身職位的任命。1959年她成为普林斯顿大学任命的第一位女性正教授。1975年，她突然死於心臟病發作，享年69岁，葬于纽约州哈得逊河畔安嫩代尔（Annandale-on-Hudson）的巴德学院，其夫在该学院教学多年。

## 著作
汉娜·阿伦特的著作主要探討權力的本質、政治的主題、權威及極權主義，且致力於證實自由的概念以及平等的集體政治行動。她把自由理論化為公眾的相聯的概念，並以希臘的城邦、美國的城鎮身分、巴黎公社、1960年代民權運動來描繪。此外，她致力開展一個名為誕生性（natality）的概念，是指為世界帶來新事物的能力。例如政府根基所能承受的東西。
汉娜·阿伦特的首部著作就是1951年的《極權主義的起源》，她追遡過去兩三百年的歷史，最後整理出結論：反猶主義與帝國主義共同促成了極權主義。
接著在1963年，汉娜·阿伦特出版《平凡的邪惡》。這本書引來眾多爭議跟批評，原因之一是其在書中指責當時許多猶太領袖幫助納粹組織驅逐猶太人，並批評：猶太官員對猶太人本身扮演毀滅同族的角色，無疑是整個黑暗歷史中最黑暗的部分。
另著有《反抗「平庸之惡」》、《論革命》、《過去與未來之間》、《人的條件》等。
在阿伦特去世后，人们在她的打字机中发现了其未完成的遺作《心靈的生活》最后一部分《判断》的标题和两段题词。这些文本后来被收录于《康德政治哲学讲稿》。

## 身后
阿伦特的个人书藏现存于美国巴德学院斯蒂文森图书馆，其中包括了大约4000多项藏品，包括书籍、票据以及小册子等。巴德学院现已将部分藏品数码化，并发布于《汉娜·阿伦特收藏集》。德国还创建了汉娜·阿伦特极权主义研究所。

## 主要著作
- 《奥古斯丁爱的观念》（Der Liebesbegriff bei Augustin）（1929年师从卡爾·雅斯佩斯完成的博士论文）
- 《極權主義的起源》，林驤華 (譯)，時報出版，1995年 ISBN 9571316784 （The Origins of Totalitarianism）（1949年完成，1958年修订后改现名）
- 《拉赫尔·瓦伦哈根：一个犹太妇女的生活》（Hahel Varnhagen：The life of a Jewess）（1958年）
- 《人的境况》，王寅麗 (譯)，上海人民出版社出版，2009年 ISBN 9787208083035 （簡體中文）（《人的條件》，林宏濤 (譯)，商周出版，2016年 ISBN 9789862729564 （繁體中文））（The Human Condition）（1958年）
- 《过去与未来之间》，王寅麗、張立立 (譯)，译林出版社出版，2011年 ISBN 9787544720779 （Between Past and Future）（1961年）
- 《艾希曼在耶路撒冷：一份关于平庸的恶的报告》（Eichmann in Jerusalem: A Report of the Banality of Evil）安尼 (译)，译林出版社，2017年 ISBN 9787544764940 （簡體中文）
- 《论革命》，陈周旺 (譯)，译林出版社出版，2007年 ISBN 9787544702171 （On Revolution）（1963年）
- 《平凡的邪惡：艾希曼耶路撒冷大審紀實》，施奕如 (譯)，玉山社，2013年 ISBN 9789862940570（Eichmann in Jerusalem: A Report on the Banality of Evil）（1963年）
- 《黑暗時代群像》，鄧伯宸 (譯)，立緒出版，2006年 ISBN 9867416562（Men in Dark Times）（1968年）
- 《共和危機》，蔡佩君 (譯)，時報出版，1996年 ISBN 9571322083 （Crises of the Republic: Lying in Politics; Civil Disobedience; On Violence; Thoughts on Politics and Revolution）（1969年）
- 《“犹祸”——现代的犹太认同和政治》（The Jew as Pariah: Jewish Identity and Politics in the Modern Age）（1978年）
- 《心智生命》，蘇友貞 (譯)，立緒出版，2007年 ISBN 9789867416674 《精神生活‧意志》，姜志輝 (譯)，江蘇教育出版社出版，2006年 ISBN 9787534374913 《精神生活‧思維》，姜志輝 (譯)，江蘇教育出版社出版，2006年 ISBN 9787534373985（Life of the Mind）（1978年）
- 《責任與判斷》，蔡佩君 (譯)，左岸文化出版，2008年 ISBN 9789866723063（Responsibility and Judgment）（2003年）
- 《政治的承諾》，蔡佩君 (譯)，左岸文化出版，2010年 ISBN 9789866723346（The Promise of Politics）（2005年）
- 《耶路撒冷的艾希曼：倫理的現代困境》，孫傳釗 (譯)，吉林人民出版社出版，2011年 ISBN 9787206071973（Eichmann in Jerusalem:Dilemma of Modern Ethics）
- 《馬克思與西方政治思想傳統》，孫傳釗 (譯)，江蘇人民出版社出版，2007年 ISBN 9787214045171（Karl Marx and the Tradition of Westem Political Thought）
- 《啟迪︰本雅明文選》，張旭東、王斑 (譯)，生活‧讀書‧新知三聯書店出版，2008年 ISBN 9787108040466（Illuminations: Essays and Reflections, Author: Walter Benjamin, Editor & Introduction: Hannah Arendt）
- 《汉娜・阿伦特/海茵利希・布鲁希尔书信集 (1936-1968)》，孙爱玲等 (譯)，贵州人民出版社出版，2004年 ISBN 9787221065636
- 《阿伦特和海德格尔书信集》（身后出版）
- 《阿伦特和雅斯贝尔斯书信集》（身后出版）

## 受到影響的哲學家與政治學者
- 尤爾根·哈貝馬斯
- 莫裡斯·梅洛-龐蒂
- 蔡英文[註 2]
- 江宜樺
- 葉浩
- 陳瑤華

## 延伸阅读
- 蔡英文. 政治實踐與公共空間：漢娜・鄂蘭的政治思想 （页面存档备份，存于）. 臺北: 聯經出版事業公司, 2002.
- Elisabeth Young-Bruehl (1982), Hannah Arendt: For Love of the World, Yale University Press, ISBN 0-300-02660-9. (Paperback reprint edition, 1983-09-10, ISBN 0-300-03099-1; Second edition 2004-10-11 ISBN 0-300-10588-6.)
- Villa, Dana ed. (2000), The Cambridge Companion to Hannah Arendt, Cambridge University Press, ISBN 0-521-64198-5 (hb).
- Harms, Klaus: Hannah Arendt und Hans Jonas. Grundlagen einer philosophischen Theologie der Weltverantwortung. Berlin: WiKu-Verlag (2003). ISBN 3-936749-84-1. (de)
- Elzbieta Ettinger: Hannah Arendt/Martin Heidegger, Yale University Press (1997). ISBN 0-300-07254-6.
- Young-Bruehl, Elisabeth. Why Arendt Matters. New Haven, CT; London: Yale University Press, 2006 (hardcover, ISBN 0-300-12044-3).
- Dietz, Mary G. Turning Operations:  Feminism, Arendt, and Politics, Routledge  (2002).  ISBN 0-415-93244-0.
- Julia Kristeva. Hannah Arendt. Trans. Ross Guberman. Columbia University Press. 2001.
- Seyla Benhabib. The Reluctant Modernism of Hannah Arendt. Rowan and Littlefield Publishers. 2003.
- Jennifer Nedelsky and Ronald Beiner, ed. Judgment, Imagination, and Politics: Themes from Kant and Arendt. Rowan and Littlefield Publishers. 2001.
- Birmingham, Peg. Hannah Arendt and Human Rights: The Predicament of Common Responsibility. Indian University Press (2006)
- Maurizio Passerin d'Entrèves. The Political Philosophy of Hannah Arendt. New York: Routledge, 1994.
- David Keen. 2007. Learning About the Iraq War from Hannah Arendt （页面存档备份，存于）. Counterpunch.